# Marma-Långrörs AB
Marma-Långrörs AB var ett skogsindustriföretag vid  Marmaverken i Söderhamns kommun i Gävleborgs län, vilket var resultat av flera företagsammanslagningar och bildades vid en konsolidering 1933, men hade sina rötter i det 1854 bildade Marma Sågverks AB. 
År 1854 ingicks ett kontrakt om sågverksrörelse vid sjön Marmen på initiativ av Per Henrik Widmark och under medverkan av finansiärerna Johan Gustaf Brolin och Carl Johan Schöning i Söderhamn. Efter att ångsågverket startats 1855/56 blev Marmaverken en livaktig industriort och befolkningen mångdubblades. Brädgården fanns dock i Söderhamn. 
År 1856 ombildades rörelsen till aktiebolag, Marma Sågverks AB, och blev därigenom det första dylika i Sverige inom trävarubranschen. I början av 1880-talet tillverkades nära 60 000 kubikmeter sågat virke per år och ungefär de volymerna producerades ända till sekelskiftet, men bolaget fick efterhand problem med överavverkning samtidigt som kostnaderna för skogsinköp steg betydligt.
I samarbete med Långrörs AB, Ljusne-Woxna AB och AB Adolf F. Hillman i Söderhamn bildades 1906 Sulfit AB Ljusnan, vilket 1908 startade massatillverkning i Vallvik. På en bolagsstämma 1914 avskedades Marmabolagets verkställande direktör Gustaf Brolin, son till grundaren. En helt ny ledning tillsattes, men denna hade knappast hunnit tillträda innan Långrörs AB, ägt av Göteborgsföretaget Olof Wijk & Co. övertog aktiemajoriteten i bolaget. Efter detta byggdes 1914–16 en helt ny såg i Marmaverken.
Till följd av svåra ekonomiska problem under efterkrigskrisen 1920–21 tvingades Olof Wijk & Co att året därpå dra sig ur Marmabolaget, vilket övertogs av Skandinaviska Kredit AB. Banken omorganiserade bolaget, som kom att omfatta även Adolf Ungers Industri AB i Lottefors, ett företag med anor från 1753. Huvudkontoret förlades till Söderhamn och Gérard Versteegh blev ny verkställande direktör medan Hjalmar Wijk förblev styrelseordförande. Med hjälp av de goda konjunkturerna kunde företaget expandera och i Vallvik fördubblades kapaciteten till ca 50 000 ton sulfitmassa 1925–26. 
Vidare anlades 1927–28 en av Europas största sulfatfabriker i Marmaverken med 350 anställda och en årskapacitet på 70 000 ton. Man började även tillvarata biprodukterna från massan och byggde 1932–33 destillationsanläggningar för terpentin och rå tallolja. På grund av arbetskonflikter vid Marmabolaget låg produktionen vid den nya sulfatfabriken tidvis nere, men under 1930-talet ökade efterhand produktionen.
Sulfitfabriken i Vallvik kompletterades 1918–19 med en sulfitspritfabrik. Investeringarna blev dock kostsamma och Sulfit AB Ljusnan, vilket då dominerades av Långrörs AB överlevde 1920-talets lågkonjunktur endast genom stöd från Skandinaviska Kredit AB. Efterhand köptes de övriga intressenterna ut och från 1933 ägdes Sulfit AB Ljusnan helt av Långrörs AB. Efter en 1932–33 genomförd finansiell sanering och omorganisation ombildades Marma Sågverks AB 1933 till Marma-Långrörs AB. Versteegh lämnade 1932 posten som verkställande direktör och ersattes av Herman Möller. År 1945 blev Ludvig Lundquist ny verkställande direktör för att 1950 efterträdas av Gösta Luthman.
År 1960 köpte Korsnäs AB samtliga aktier i Marma-Långrörs AB och 1964 bildades Korsnäs-Marma AB. Under 1960-talet skedde betydande moderniseringar och rationaliseringar i Marmaverken och Vallvik. Under perioden 1965–68 valde dock Korsnäs-Marma att expandera sulfattillverkningen vid Korsnäsverken i Gävle och där bygga en enhet för säckpapperstillverkning. Dessutom sålde man 1968 Vallvik sulfitfabrik till NCB. De huvudsakliga investeringarna skedde således nu vid Korsnäsverken, där produktionen ökades avsevärt. I början av 1970-talet meddelade Korsnäs-Marma AB att en nedläggning i Marmaverken var att vänta. År 1975 nedlades brädgården i Söderhamn, 1977 blekeriet i Marmaverken och två år senare sileriet och pappsalen.  År 1985 stod det klart att all verksamhet i Marmaverken skulle upphöra, vilket skedde 1989.

## Linbanan
För transport av råvaror till sulfatfabriken byggdes en linbana mellan Vallvik och Marmaverken. Med en sträckning på 19 km var linbanan Sveriges längsta vid byggnadstillfället för att senare överträffas av Kalklinbanan Forsby-Köping och därefter malmlinbanan Kristineberg-Boliden. Samtliga tre anläggningar konstruerades av Nordströms Linbanor.
| Godstyp       | Kapacitet | Antal |
| ------------- | --------- | ----- |
| Massabalar    | 2x203 kg  | 180   |
| Stenkol       | 450 l     | 92    |
| Natriumsulfat | 340 kg    | 46    |

Linbanan gick mellan Marmaverkens sulfatfabrik och utskeppningshamnen i Vallvik och förde balar med pappersmassa till Vallvik, i andra riktningen fraktades råvarorna glaubersalt (natriumsulfat) och stenkol. Banan utformades för en transportkapacitet på 100.000 ton/år. Valet av transportmetod föll på linbanan eftersom den gav billigare transport av massabalarna än vad SJ kunde erbjuda.
Till skillnad från de senare, längre Nordströms-anläggningarna hade Marma-Vallvik bockar av järn vilka stod på betongfundament. Banans högsta bockar (32 m) stod vid övergången i Askestaviken. Den enda drivstationen var placerad i Sörljusne 1/3 av sträckan från Vallvik, där banan gjorde en svag böj i nordlig riktning. En elmotor på 95 hk (70,8 kW) drev banans båda sektioner.
Sjön Marmen korsades på 2/3 av sträckan, och ett kortare parti precis vid Marmaverken. I linbanesystemet ingick en telefonledning som banvakten kunde rapportera med under arbete längs banan. En kraftledning drogs parallellt med linbanan.
Banan avvecklades 1959 och rivningen var klar 1961 varefter transporten gjordes med tåg, och från 1968 med lastbil. På allmänt tillgängliga satellitbilder från 2010 kan man fortfarande se banans sträckning från den gata genom skogen som linbanan löpte i.